# Esparite

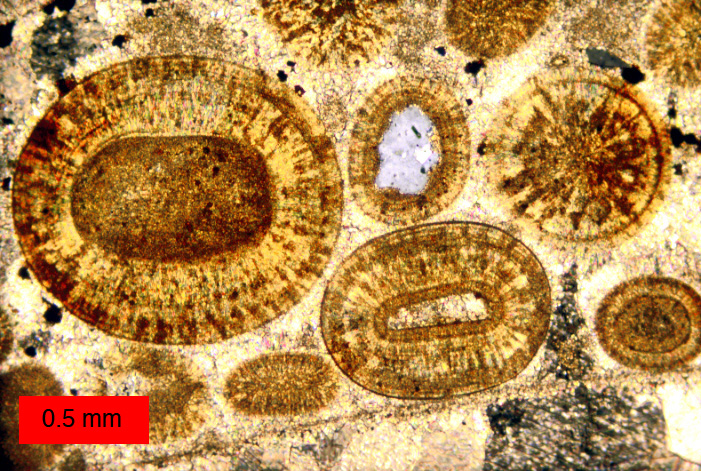
Microscopia de uma lâmina de oosparite com oólitos calcíticos num cimento de calcite (rocha da Carmel Formation, Jurássico, do sul de Utah, USA). O maior ooide tem 1,2 mm de diâmetro.

Esparite (ou esparita) é a designação dada na classificação de Folk ao cimento matricial de calcite cristalina que ocorre nos calcários e mármores. As esparites designam-se por microsparite quando o cimento é formado por cristais microscópicos e por biosparite quando resulta da formação de calcite durante o processo de fossilização, retendo pelo menos parcialmente as formas do molde biológico.